# Грейді Діангана
Грейді Джордж Діангана (англ. Grady George Diangana, нар. 19 квітня 1998, Лубумбаші, ДР Конго) — конголезький футболіст, атакувальний півзахисник англійського клубу «Вест-Бромвіч Альбіон» та національної збірної ДР Конго.

## Ігрова кар'єра

### Клубна
Грейді Діангана народився у ДР Конго у місті Лубумбаші але вже у чотирирчному віці разом з родиною переїхав до Британії, де мешкав у Лондоні.
Там же він і почав займатися футболом, коли у 2010 році приєднався до футбольної академії столичного клубу «Вест Гем Юнайтед». Починав грати на позиції нападника але згодом перемістився у півзахист. У травні 2016 року Діангана підписав з клубом свій перший професійний контракт, а в червні 2018 року продовжив його дію ще на два роки.
У вересні 2018 року Грейді дебютував в основі «Вест Гема», вийшовши з перших хвилин на матч Кубка ліги і в першому ж матчі відзначився двома забитими голами. А через три дні футболіст зіграв свій перший матч у чемпіонаті Англії, коли вийшов на заміну в кінці гри проти «Манчестер Юнайтед».
Та влітку 2019 року Діангана був відправлений в оренду у клуб Чемпіоншипа «Вест-Бромвіч Альбіон». Своєю результативною грою футболіст вразив керівництво клубу і вже перед початком наступного сезону Діангана підписав з клубом повноцінний контракт на п'ять років.

### Збірна
Міжнародну кар'єру Грейді Діангана починав, виступаючи у 2019 році у складі молодіжної збірної Англії.
Але в 2023 році Діангана прийняв запрошення від федерації футболу своєї батьківщини і 13 жовтня 2023 року у товариському матчі проти Нової Зеландії дебютував у складі національної збірної ДР Конго.
У січні 2024 року Діангана брав участь у Кубку африканських націй.

## Статистика виступів

### Статистика клубних виступів
Станом на 4 лютого 2024
| Сезон                            | Команда                          | Чемпіонат                        | Чемпіонат | Чемпіонат | Національний кубок | Національний кубок | Національний кубок | Континентальні кубки | Континентальні кубки | Континентальні кубки | Інші змагання | Інші змагання | Інші змагання | Усього | Усього | Усього |
| Сезон                            | Команда                          | Ліга                             | Ігор      | Голів     | Ліга               | Ігор               | Голів              | Ліга                 | Ігор                 | Голів                | Ліга          | Ігор          | Голів         | Ігор   | Голів  |        |
| -------------------------------- | -------------------------------- | -------------------------------- | --------- | --------- | ------------------ | ------------------ | ------------------ | -------------------- | -------------------- | -------------------- | ------------- | ------------- | ------------- | ------ | ------ | ------ |
| 2018–19                          | «Вест Гем Юнайтед»               | ПЛ                               | 17        | 0         | КА+КЛ              | 2+2                | 0+2                | -                    | -                    | -                    | -             | -             | -             | 21     | 2      |        |
| 2019–20                          | «Вест-Бромвіч Альбіон»           | ЧФЛ                              | 30        | 8         | КА+КЛ              | 0+1                | 0                  | -                    | -                    | -                    | -             | -             | -             | 31     | 8      |        |
| 2020–21                          | «Вест-Бромвіч Альбіон»           | ПЛ                               | 20        | 1         | КА+КЛ              | 0+1                | 0+0                | -                    | -                    | -                    | -             | -             | -             | 21     | 1      |        |
| 2021–22                          | «Вест-Бромвіч Альбіон»           | ЧФЛ                              | 41        | 2         | КА+КЛ              | 1+0                | 0+0                | -                    | -                    | -                    | -             | -             | -             | 42     | 2      |        |
| 2022–23                          | «Вест-Бромвіч Альбіон»           | ЧФЛ                              | 31        | 4         | КА+КЛ              | 3+1                | 0+0                | -                    | -                    | -                    | -             | -             | -             | 35     | 4      |        |
| 2023–24                          | «Вест-Бромвіч Альбіон»           | ЧФЛ                              | 21        | 5         | КА+КЛ              | 0+0                | 0+0                | -                    | -                    | -                    | -             | -             | -             | 21     | 5      |        |
| Усього за «Вест-Бромвіч Альбіон» | Усього за «Вест-Бромвіч Альбіон» | Усього за «Вест-Бромвіч Альбіон» | 143       | 20        |                    | 7                  | 0                  |                      | -                    | -                    |               | -             | -             | 150    | 20     |        |
| Усього за кар'єру                | Усього за кар'єру                | Усього за кар'єру                | 160       | 20        |                    | 11                 | 2                  |                      | -                    | -                    |               | -             | -             | 171    | 22     |        |